# Emily M. Bender
Emily Menon Bender, född 10 oktober 1973,  är en amerikansk lingvist och professor vid University of Washington.

## Publikationer i urval

### Böcker
- Bender, Emily M. (2000). Syntactic Variation and Linguistic Competence: The Case of AAVE Copula Absence. Stanford University. ISBN 978-0493085425
- Sag, Ivan; Wasow, Thomas; Bender, Emily M. (2003). Syntactic theory: A formal introduction. Center for the Study of Language and Information. ISBN 978-1575864006
- Bender, Emily M. (2013). Linguistic Fundamentals for Natural Language Processing: 100 Essentials from Morphology and Syntax. Synthesis Lectures on Human Language Technologies. Springer. ISBN 978-3031010224
- Bender, Emily M.; Lascarides, Alex (2019). Linguistic Fundamentals for Natural Language Processing II: 100 Essentials from Semantics and Pragmatics. Synthesis Lectures on Human Language Technologies. Springer. ISBN 978-3031010446